# Nseke kraftverk
Nseke kraftverk, tidigare Le Marinel-kraftverket är ett vattenkraftverk i floden Lualaba i Kongo-Kinshasa. Det ligger i provinsen Lualaba, i den södra delen av landet, 1 300 km sydost om huvudstaden Kinshasa.